# Андрианов, Владимир Павлович
Влади́мир Па́влович Андриа́нов (1906—1985) — советский театральный актёр и режиссёр. Народный артист СССР (1982).

## Биография
Владимир Андрианов родился 15 (28) июля 1906 года (по другим источникам — 25 июля).
С 1926 года — на сцене Рабочего театра Пролеткульта в Днепропетровске, где работал до 1928 года.
В 1931 году окончил актёрский факультет Рабфака искусств, с 1931 по 1935 год учился на режиссёрском факультете ГИТИСа (ныне Российский университет театрального искусства — ГИТИС) в Москве.
С 1935 года — в Камчатском драматическом театре (ныне Камчатский театр драмы и комедии) в Петропавловске-Камчатском, где почти 50 лет до самой смерти был ведущим актёром, одним из основателей театра.
Выступал также как режиссёр.
В 1936 году организовал при обкоме ВЛКСМ самодеятельный ТРАМ, где поставил ряд спектаклей.
Создал свыше 150 самых разнообразных сценических образов русской и зарубежной драматургии. Был ведущим исполнителем на Камчатке роли В. И. Ленина в различных постановках.
С 1960 года был бессменным председателем Камчатского отделения Всероссийского театрального общества, провел сотни творческих встреч с рабочей и учащейся молодежью, с рыбаками и оленеводами, с воинами Камчатского гарнизона.
Член ВКП(б) с 1939 года. Вёл активную политическую и общественную деятельность: неоднократно избирался депутатом областного и городского Советов народных депутатов, членом бюро обкома и горкома КПСС.
Скончался 6 сентября 1985 года на 80-м году жизни в Петропавловске-Камчатском. Похоронен на старом кладбище в Петропавловске-Камчатском.

### Семья
- Сын — Анатолий Владимирович Андрианов, альтист, концертмейстер Национального симфонического оркестра Каталонии, живёт в Испании.
- Внук — Борис Андрианов (род. 1976), виолончелист, заслуженный артист России (2016).

## Награды и звания
- Заслуженный артист РСФСР (1954)
- Народный артист РСФСР (1958)
- Народный артист СССР (1982)
- Орден Ленина
- Орден Трудового Красного Знамени
- Медаль «За доблестный труд в Великой Отечественной войне 1941—1945 гг.»
- Медаль «За доблестный труд. В ознаменование 100-летия со дня рождения Владимира Ильича Ленина»
- Почётный гражданин Петропавловска-Камчатского (1966).

## Творчество

### Роли в театре
- «Бедность не порок» А. Н. Островского — Любим Торцов
- «Без вины виноватые» А. Н.Островского — Шмага
- «На всякого мудреца довольно простоты» А. Н. Островского — Крутицкий
- «Последние» А. М. Горького — Иван Коломийцев
- «Ревизор» Н. В. Гоголя — Городничий
- «Вишнёвый сад» А. П. Чехова — Лопахин
- «Бронепоезд 14-69» В. В. Иванова — Вершинин
- «Макар Дубрава» А. Е. Корнейчука — Макар Дубрава
- «Почему улыбались звёзды» А. Е. Корнейчука — Барабаш
- «Битва в пути» по Г. Е. Николаевой — Мастер Василий Васильевич
- «Сын века» И. П. Куприянова — Прокофьев
- «Кремлёвские куранты» Н. Ф. Погодина — Ленин
- «Третья патетическая» Н. Ф. Погодина — Ленин
- «На той стороне» А. А. Барянова — Мудзимура
- «В сиреневом саду» Ц. С. Солодаря — Душечкин
- «Старший сын» А. В. Вампилова — Сарафанов
- «Машенька» А. Н. Афиногенова — профессор Окаемов
- «Здесь начинается Россия» Н. Л. Эренбурга — Беринг
- «Четыре капли» В. С. Розова — Авдей Валентинович
- «Деньги» А. В. Софронова — Татарников
- «Разгром» по А. А. Фадееву — Дубов
- «Персональное дело» А. П. Штейна — Черногубов
- «Власть тьмы» Л. Н. Толстого — Аким.

### Постановки
- 1958 — «В поисках радости» В. С. Розова

## Память
- В 2007 году городской думой Петропавловск-Камчатского городского округа учреждена ежегодная премия имени В. П. Андрианова, которой награждаются не более 4 организаций культуры и творческих работников Петропавловск-Камчатского городского округа за особые заслуги, значительный вклад в развитие культуры Петропавловск-Камчатского городского округа.